# مطار هاري ريد الدولي
مطار هاري ريد الدولي (بالإنجليزية: Harry Reid International Airport) (إياتا: LAS، إيكاو: KLAS) هو مطار دولي يقع في بارادايس أحد ضواحي مدينة لاس فيغاس في ولاية نيفادا الأمريكية. ويبعد عن وسط مدينة لاس فيغاس التجاري بحوالي 8 كيلومتر، وبمساحة إجمالية 2,800 أكر (1,100 هكتار؛ 4.4 ميل مربع؛ 11 كيلومتر مربع).
أطلق عليه سابقا اسم مطار ماكاران الدولي نسبة إلى عضو مجلس الشيوخ الأمريكي بات ماكاران. وجرى تغيير الاسم في عام 2021 ليحمل اسم السناتور هاري ريد الذي مثل ولاية نيفادا في مجلس الشيوخ من 1987 إلى 2017. صنف المطار في عام 2007 في المرتبة الخامسة عشر على مستوى العالم من ناحية عدد المسافرون المسافرين بما يقارب 47 مليون مسافر سنويا، والسادس عالميا من ناحية حركة الطائرات بما يتجاوز 609 الف رحلة سنويا.
تستخدم المطار خطوط ساوث وست الجوية كأحد الوجهات الرئيسية والمشغل الأكبر للرحلات في المطار ، كما يعتبر المطار أحد الوجهات الرئيسية لخطوط الولايات المتحدة الجوية وتدير مركز نايت فلايت منذ عام 1986. التي اضطرت ونتيجة لأزمة ارتفاع أسعار البترول إلى اغلاق المركز في عام 2008 وتخفيض عدد الرحلات الجوية للخطوط من المطار.

## نبذة تاريخية

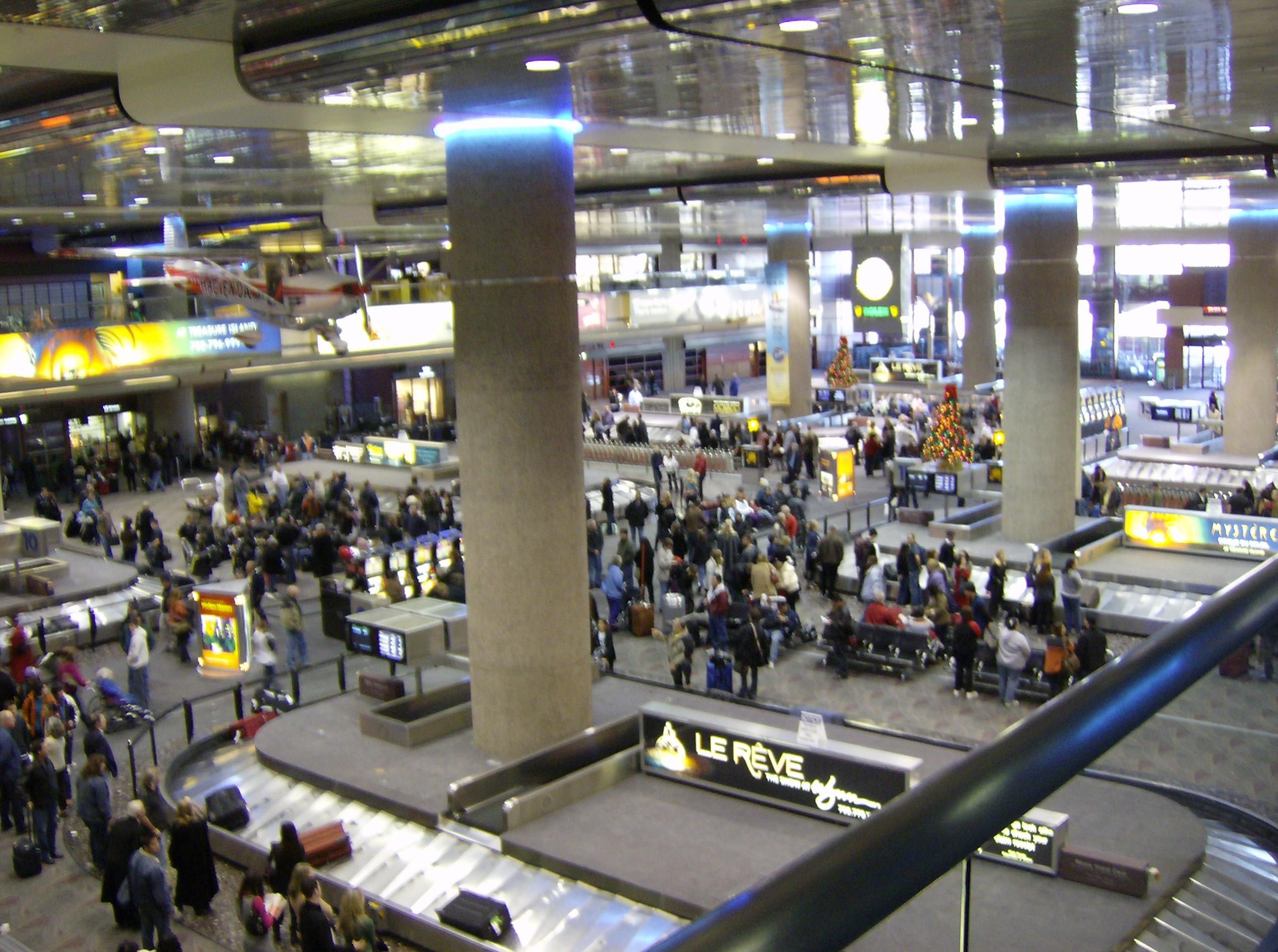
نقطة استلام الحقائب في الصالة رقم 1

يعود تاريخ المطار إلى عام 1942 حيث حقل الامو الجوي في نفس موقع المطار الحالي ففي عام 1948 قامت إدارة مقاطعة كلارك بالاستحواذ على حقل الامو وتأسيس مطار مقاطعة كلارك العام وتم تحويل جميع الرحلات الجوية التجارية إلى المطار الجديد للمقاطعة. وفي مرحلة لاحقة من العام تم تغيير مسمى المطار إلى مطار مكاران، وذلك نسبة إلى عضو مجلس الشيوخ الأمريكي والسياسي المخضرم من ولاية نيفادا بات ماكارين. تقديرا لإسهاماته التاريخية في الدفع بتحسين الخدمات الجوية وتطوير قطاع الطيران المدني الأمريكي ودفعه الحكومة لإقرار قانون الطيران المدني.
في عام 1978 ونتيجة لإقرار قانون برفع القيود التنظيمية لتسيير الرحلات الجوية فلم يعد هناك ضرورة لأخذ موافقة السلطات الفدرالية لافتتاح وجهات سفر جديدة ارتفع عدد الخطوط الجوية العاملة في المطار إلى 14 شركة بدلا من 7 شركات قبل إقرار القانون.
وفي نفس العام أقرت خطة تطوير المطار باسم مكارين 2000 تهدف إلى إنشاء صالة ركاب جديدة ومواقف للسيارات واستحداث وتطوير مدارج الطيران. وإضافة بوابات سفر ورفع كفاءة خدمات المسافرين، إضافة إلى شبكة الطرق والنقل، حيث تم استكمال جميع مراحل هذا المشروع في عام 1987.
في عام 1997 تم افتتاح مبنى صالة المسافرون رقم 2. ومن المخطط افتتاح الصالة الجديدة رقم 3 في بداية عام 2012.

## المنشأت الرئيسية للمطار
يحتوي المطار على صالتي ركاب عامة، وتتوفر صالات خاصة مستقلة للطيران الخاص والرحلات السياحية، بالإضافة لبعض الوكالات الحكومية

### مبنى صالة المسافرون رقم 1
تتم معظم الرحلات عبر الصالة رقم 1 عبر 96 بوابة سفر موزعة على اربع مجمعات A و B و C و D. تقع 66 بوابة منها في مجمع C و D ويتنقل المسافرين إليها عبر نظام النقل بواسطة عربات السكة الحديدية الكهربائية.

### مبنى صالة المسافرون رقم 2
يطلق أيضا عليها صالة الطيران العارض الدولي، تحتوي على 8 بوابات سفر.

### صالة الشحن
لاستقبال طائرات الشحن لشركتي فيدكس اكسبرس ويو بي إس.

مخطط تفصيلي للمطار

### النقل
يمكن الوصول إلى المطار عبر طريق مباشر متفرع من الخط السريع (Interstate 215). بالإضافة إلى وجود خدمة الحافلات العامة الخاصة بمدينة لاس فيغاس والتي تصل مباشرة إلى الصصالة رقم 1 في المطار. وضمن خطة التوسعة لنظام عربات سكة الحديد لمدينة لاس فيغاس يتم ربط الشبكة بالمطار بإنشاء محطة للقطارات أسفل الصالة رقم 1 وفي الصالة الجديدة رقم 3.

## شركات الطيران والوجهات

### المسافرون
| شركـات طيـران                   | الوجهات | Refs   |
| ------------------------------- | --- | ------ |
| Advanced Air                    | Merced | [ 10 ] |
| طيران المكسيك                   | مطار بينيتو خواريز الدولي | [ 11 ] |
| طيران كندا                      | مطار تورونتو بيرسون الدولي، مطار فانكوفر الدولي | [ 13 ] |
| Air Canada Rouge                | مطار مونتريال الدولي، مطار تورونتو بيرسون الدولي | [ 14 ] |
| خطوط آلاسكا الجوية              | مطار تيد ستيفنز أنكوراج الدولي، Boise، مطار باين فيلد، مطار لوس أنجلوس الدولي، مطار بورتلاند الدولي، مطار سان فرانسيسكو الدولي، San Luis Obispo ‏ (تبدأ في 15 ديسمبر 2023)، مطار سياتل تاكوما الدولي موسمي: Puerto Vallarta ‏، San José del Cabo ‏ (تبدأن في 15 ديسمبر 2023) | [ 17 ] |
| أليجانت للطيران                 | Appleton، Asheville، مطار أوستن برغستروم الدولي، Belleville/St. Louis ‏، Bellingham، Billings، Bismarck، Boise، Bozeman، Cedar Rapids/Iowa City ‏، مطار شيكاغو روكفورد الدولي، Cincinnati، Des Moines ‏، Destin/Fort Walton Beach ‏، El Paso ‏، Eugene، Fargo، Fayetteville/Bentonville، Flint، مطار فورت واين الدولي، Fresno، Glacier Park/Kalispell ‏، Grand Forks ‏، Grand Island ‏، Grand Junction ‏، Grand Rapids ‏، Great Falls ‏، Idaho Falls ‏، مطار إنديانابوليس الدولي، Knoxville، Laredo، Lexington، McAllen، Medford، مطار ممفيس الدولي، Minot، Missoula، Moline/Quad Cities ‏، Monterey، مطار أوكلاند الدولي (الولايات المتحدة)، Oklahoma City ‏، Omaha، Orange County ‏، مطار اورلاندو سانفورد الدولي، Peoria، Phoenix/Mesa، Provo، Rapid City ‏، مطار رينو تاهو الدولي، مطار سان أنطونيو الدولي، مطار سان دييغو الدولي، Santa Maria (CA) ‏، Shreveport، Sioux Falls ‏، South Bend ‏، Spokane، Springfield/Branson، Stockton، Tri-Cities (WA) ‏، Tulsa، Wichita | [ 18 ] |
| الخطوط الجوية الأمريكية         | مطار أوستن برغستروم الدولي، مطار شارلوت دوغلاس الدولي، مطار أوهير الدولي، مطار دالاس فورت ورث الدولي، مطار لوس أنجلوس الدولي، مطار ميامي الدولي، مطار فيلادلفيا الدولي، مطار فينيكس سكاي هاربر الدولي، مطار رونالد ريغان الوطني | [ 19 ] |
| إمريكان إيغل                    | مطار فينيكس سكاي هاربر الدولي | [ 19 ] |
| Avelo Airlines                  | Brownsville/South Padre Island ‏، Dubuque، Eureka، Redmond/Bend، Salem، Santa Rosa ‏ | [ 20 ] |
| أفيانكا السلفادور               | موسمي: مطار إل سلفادور الدولي | [ 21 ] |
| Breeze Airways                  | Akron/Canton، Fort Myers ‏، Gulfport/Biloxi (تبدأ في 12 يناير 2024)، Hartford، مطار هنتسفيل الدولي، مطار جاكسونفيل الدولي، Norfolk، Raleigh/Durham، Richmond، San Bernardino ‏، Syracuse | [ 23 ] |
| الخطوط الجوية البريطانية        | مطار لندن هيثرو موسمي: مطار غاتويك | [ 24 ] |
| Canada Jetlines                 | مطار تورونتو بيرسون الدولي | [ 25 ] |
| كوندور للطيران                  | موسمي: مطار فرانكفورت | [ 26 ] |
| خطوط كوبا الجوية                | مطار توكومين الدولي | [ 27 ] |
| خطوط دلتا الجوية                | مطار هارتسفيلد جاكسون، مطار أوستن برغستروم الدولي، مطار لوجان الدولي، Cincinnati، مطار ديترويت، مطار لوس أنجلوس الدولي، مطار منيابولس سانت بول الدولي، مطار جون إف كينيدي الدولي، مطار لاغوارديا، Raleigh/Durham، مطار سولت ليك سيتي الدولي، مطار سياتل تاكوما الدولي | [ 28 ] |
| Delta Connection                | Sacramento، مطار سان دييغو الدولي | [ 28 ] |
| Discover Airlines               | مطار فرانكفورت | [ 29 ] |
| إديلويس إير                     | موسمي: مطار زيورخ الدولي | [ 30 ] |
| Flair Airlines                  | مطار تورونتو بيرسون الدولي، مطار فانكوفر الدولي موسمي: مطار كالغاري الدولي، Edmonton، Kitchener/Waterloo، Ottawa، Victoria (تبدأ في 16 فبراير 2024)، Winnipeg (تبدأ في 17 فبراير 2024) | [ 33 ] |
| خطوط فرونتير الجوية             | مطار هارتسفيلد جاكسون، مطار أوستن برغستروم الدولي (ends November 13، 2023)، مطار شارلوت دوغلاس الدولي، مطار ميدواي الدولي، Cincinnati، Cleveland، مطار دالاس فورت ورث الدولي، مطار دنفر الدولي، مطار ديترويت، El Paso ‏، مطار جورج بوش الدولي، مطار إنديانابوليس الدولي، Milwaukee، مطار ناشفيل الدولي، Oklahoma City ‏، Omaha، Ontario (CA) ‏، Orange County ‏، مطار أورلاندو الدولي، مطار فينيكس سكاي هاربر الدولي، مطار بورتلاند الدولي ، مطار سانت لويس الدولي، مطار سولت ليك سيتي الدولي، مطار سان أنطونيو الدولي، مطار سان دييغو الدولي، مطار سان فرانسيسكو الدولي، مطار سياتل تاكوما الدولي، مطار تامبا الدولي | [ 35 ] |
| خطوط هاواي الجوية               | مطار هونولولو الدولي، Kahului | [ 36 ] |
| خطوط جيت بلو الجوية             | مطار لوجان الدولي، Fort Lauderdale ‏، مطار لوس أنجلوس الدولي، مطار جون إف كينيدي الدولي موسمي: Cancún | [ 37 ] |
| JSX                             | Burbank، Concord (CA) ‏، Dallas–Love، Denver–Rocky Mountain ‏، مطار لوس أنجلوس الدولي، مطار أوكلاند الدولي (الولايات المتحدة)، Orange County ‏، مطار فينيكس سكاي هاربر الدولي، San Diego/Carlsbad ‏ | [ 38 ] |
| الخطوط الجوية الملكية الهولندية | مطار سخيبول أمستردام | [ 39 ] |
| كوريا للطيران                   | مطار إنتشون الدولي | [ 40 ] |
| Lynx Air                        | مطار كالغاري الدولي، مطار مونتريال الدولي | [ 41 ] |
| New Pacific Airlines            | Ontario (CA) ‏ | [ 42 ] |
| Porter Airlines                 | مطار تورونتو بيرسون الدولي (تبدأ في 5 مارس 2024) | [ 43 ] |
| خطوط ساوث ويست الجوية           | Albuquerque، Amarillo، مطار هارتسفيلد جاكسون، مطار أوستن برغستروم الدولي، مطار بالتيمور واشنطن الدولي، Bellingham، Birmingham (AL) ‏، Boise، Bozeman، مطار بوفالو نياغارا الدولي ‏، Burbank، مطار ميدواي الدولي، مطار أوهير الدولي، Cleveland، Colorado Springs ‏، Columbus–Glenn، Dallas–Love، مطار دنفر الدولي، Des Moines ‏، مطار ديترويت، El Paso ‏، Eugene، Fresno، مطار هونولولو الدولي، Houston–Hobby، مطار جورج بوش الدولي، مطار إنديانابوليس الدولي، Kahului، Kailua-Kona، Kansas City ‏، Lihue، مطار كلينتون الوطني، Long Beach ‏، مطار لوس أنجلوس الدولي، Louisville، Lubbock، Midland/Odessa، Milwaukee، مطار ناشفيل الدولي، مطار نيو أورلينز لويس أرمسترونغ الدولي، مطار أوكلاند الدولي (الولايات المتحدة)، Oklahoma City ‏، Omaha، Ontario (CA) ‏، Orange County ‏، مطار أورلاندو الدولي، Palm Springs ‏، مطار فينيكس سكاي هاربر الدولي، مطار بيتسبرغ الدولي ‏، مطار بورتلاند الدولي، Raleigh/Durham، مطار رينو تاهو الدولي، Sacramento، مطار سانت لويس الدولي، مطار سولت ليك سيتي الدولي، مطار سان أنطونيو الدولي، مطار سان دييغو الدولي، مطار سان فرانسيسكو الدولي، مطار سان خوسيه الدولي، Santa Barbara ‏، مطار سياتل تاكوما الدولي، Spokane، مطار تامبا الدولي، مطار توسان الدولي، Tulsa، Wichita موسمي: Fort Lauderdale ‏، مطار منيابولس سانت بول الدولي، مطار فيلادلفيا الدولي | [ 44 ] |
| خطوط سبيريت الجوية              | Albuquerque، مطار هارتسفيلد جاكسون، مطار أوستن برغستروم الدولي، مطار بالتيمور واشنطن الدولي، Boise، مطار لوجان الدولي، Burbank، Charleston (SC) ‏، مطار شارلوت دوغلاس الدولي، مطار أوهير الدولي، Cleveland، Columbus–Glenn، مطار دالاس فورت ورث الدولي، مطار دنفر الدولي (تنتهي في 9 يناير 2024)، مطار ديترويت، Fort Lauderdale ‏، مطار جورج بوش الدولي، مطار إنديانابوليس الدولي، Kansas City ‏، مطار لوس أنجلوس الدولي، Louisville، مطار ممفيس الدولي، مطار ميامي الدولي، Milwaukee، مطار منيابولس سانت بول الدولي، مطار ناشفيل الدولي، مطار نيوآرك ليبرتي الدولي، مطار نيو أورلينز لويس أرمسترونغ الدولي، مطار أوكلاند الدولي (الولايات المتحدة)، Orange County ‏، مطار أورلاندو الدولي، مطار فيلادلفيا الدولي، مطار بيتسبرغ الدولي ‏، مطار بورتلاند الدولي، مطار رينو تاهو الدولي، Richmond، Sacramento، مطار سانت لويس الدولي، مطار سولت ليك سيتي الدولي، مطار سان أنطونيو الدولي، مطار سان دييغو الدولي، مطار سان خوسيه الدولي، مطار سياتل تاكوما الدولي، مطار تامبا الدولي موسمي: مطار فينيكس سكاي هاربر الدولي | [ 47 ] |
| خطوط بلاد الشمس الجوية          | مطار دالاس فورت ورث الدولي، مطار منيابولس سانت بول الدولي موسمي: Eau Claire ‏، Green Bay ‏، مطار جورج بوش الدولي، مطار لوس أنجلوس الدولي، Madison، Milwaukee، مطار سان أنطونيو الدولي، Williston | [ 48 ] |
| الخطوط الجوية المتحدة           | مطار أوهير الدولي، مطار دنفر الدولي، مطار جورج بوش الدولي، مطار لوس أنجلوس الدولي، مطار نيوآرك ليبرتي الدولي، مطار سان فرانسيسكو الدولي، مطار واشنطن دولس الدولي | [ 49 ] |
| United Express                  | مطار لوس أنجلوس الدولي، مطار سان فرانسيسكو الدولي | [ 49 ] |
| خطوط فيرجن أتلانتيك الجوية      | مطار لندن هيثرو موسمي: مطار مانشستر (تستأنف في 2 يونيو 2024) | [ 51 ] |
| Viva Aerobus                    | مطار بينيتو خواريز الدولي، Monterrey | [ 52 ] |
| Volaris                         | مطار غوادالاخارا الدولي، مطار بينيتو خواريز الدولي | [ 53 ] |
| ويست جت إيرلاينز ‏               | مطار كالغاري الدولي، Edmonton، مطار تورونتو بيرسون الدولي، مطار فانكوفر الدولي، Winnipeg موسمي: Kelowna (تستأنف في 18 ديسمبر 2023)، مطار ريجاينا الدولي ‏، Saskatoon، Victoria (تبدأ في 1 فبراير 2024) | [ 56 ] |

### الشحن
| شركـات طيـران        | الوجهات                                                                             | Refs                 |
| -------------------- | ----------------------------------------------------------------------------------- | -------------------- |
| Ameriflight          | مطار فينيكس سكاي هاربر الدولي                                                       | [ 57 ]               |
| فيديكس إكسبرس        | مطار إنديانابوليس الدولي، مطار ممفيس الدولي، مطار أوكلاند الدولي (الولايات المتحدة) | [ 58 ] [ 59 ] [ 60 ] |
| خطوط يو بي إس الجوية | Louisville                                                                          | [ 61 ]               |

## الإحصائيات

### أشهر الوجهات
| الرتبة | المدينة                                | المسافرون | الناقل                                                                           |
| ------ | -------------------------------------- | --------- | -------------------------------------------------------------------------------- |
| 1      | مطار لوس أنجلوس الدولي                 | 1,331,000 | آلاسكا, أليجانت, الأمريكية, دلتا, جيت بلو, ساوث ويست, سبريت, بلاد الشمس, المتحدة |
| 2      | مطار دنفر الدولي                       | 1,163,000 | فرونتير, ساوث ويست, سبريت, المتحدة                                               |
| 3      | مطار سياتل تاكوما الدولي               | 946,000   | آلاسكا, دلتا, فرونتير, ساوث ويست, سبريت                                          |
| 4      | مطار دالاس فورت ورث الدولي             | 937,000   | الأمريكية, فرونتير, سبريت, بلاد الشمس                                            |
| 5      | مطار فينيكس سكاي هاربر الدولي          | 858,000   | الأمريكية, فرونتير, جي إس إكس, سبريت, ساوث ويست                                  |
| 6      | مطار سان دييغو الدولي                  | 830,000   | أليجانت, الأمريكية, فرونتير, جي إس إكس, ساوث ويست, سبريت                         |
| 7      | مطار أوهير الدولي                      | 824,000   | الأمريكية, ساوث ويست, سبريت, المتحدة                                             |
| 8      | مطار هارتسفيلد جاكسون                  | 806,000   | دلتا, فرونتير, ساوث ويست, سبريت                                                  |
| 9      | مطار سان فرانسيسكو الدولي              | 767,000   | آلاسكا, فرونتير, ساوث ويست, المتحدة                                              |
| 10     | مطار أوكلاند الدولي (الولايات المتحدة) | 707,000   | أليجانت, جي إس إكس, ساوث ويست, سبريت                                             |

| الرتبة | المدينة                    | المسافرون | الناقل                                   |
| ------ | -------------------------- | --------- | ---------------------------------------- |
| 1      | مطار بينيتو خواريز الدولي  | 339,113   | طيران المكسيك، فيفا أيروبوس، فولاريس     |
| 2      | مطار تورونتو بيرسون الدولي | 330,124   | طيران كندا، فلير، سووب، ويست جيت         |
| 3      | مطار لندن هيثرو            | 277,923   | الخطوط الجوية البريطانية، فيرجن أتلانتيك |
| 4      | مطار كالغاري الدولي        | 228,811   | طيران كندا، فلير، ويست جيت               |
| 5      | مطار فانكوفر الدولي        | 228,315   | طيران كندا، فلير، ويست جيت               |
| 6      | مطار غوادالاخارا الدولي    | 149,145   | فرونتير, فولاريس                         |
| 7      | Edmonton, Canada           | 106,659   | فلير، سووب، ويست جيت                     |
| 8      | مطار سخيبول أمستردام       | 91,679    | الملكية الهولندية                        |
| 9      | مطار مونتريال الدولي       | 83,343    | طيران كندا                               |
| 10     | Monterrey, Mexico          | 79,572    | فرونتير, فيفا أيروبوس                    |

### شركات الطيران المحلية
| الرتبة | الناقل                  | المسافرون  | الحصة  |
| ------ | ----------------------- | ---------- | ------ |
| 1      | خطوط ساوث ويست الجوية   | 18,902,000 | 36.96% |
| 2      | خطوط سبيريت الجوية      | 8,345,000  | 16.32% |
| 3      | خطوط فرونتير الجوية     | 5,163,000  | 10.10% |
| 4      | خطوط دلتا الجوية        | 4,572,000  | 8.94%  |
| 5      | الخطوط الجوية الأمريكية | 4,092,000  | 8.00%  |
| 6      | آخرى                    | 10,067,000 | 19.68% |

### شركات الطيران الدولية
| الرتبة | الناقل                          | المسافرون |
| ------ | ------------------------------- | --------- |
| 1      | ويست جت إيرلاينز ‏               | 527,257   |
| 2      | طيران كندا                      | 514,591   |
| 3      | Volaris                         | 240,380   |
| 4      | الخطوط الجوية البريطانية        | 199,361   |
| 5      | VivaAerobús                     | 173,641   |
| 6      | خطوط فيرجن أتلانتيك الجوية      | 144,157   |
| 7      | طيران المكسيك                   | 140,718   |
| 8      | Swoop                           | 113,257   |
| 9      | الخطوط الجوية الملكية الهولندية | 110,653   |
| 10     | Eurowings Discover              | 91,109    |
| 11     | Flair Airlines                  | 55,990    |
| 12     | خطوط كوبا الجوية                | 54,692    |
| 13     | كوندور للطيران                  | 39,049    |
| 14     | كوريا للطيران                   | 31,741    |
| 15     | إديلويس إير                     | 30,433    |

### عدد المسافرون
شاهد source Wikidata query and sources.
| السنة | المسافرون  | السنة | المسافرون  | الشنة | المسافرون  |
| ----- | ---------- | ----- | ---------- | ----- | ---------- |
| 1997  | 30,315,094 | 2007  | 47,728,414 | 2017  | 48,500,194 |
| 1998  | 30,227,287 | 2008  | 44,074,707 | 2018  | 49,716,584 |
| 1999  | 33,715,129 | 2009  | 40,469,012 | 2019  | 51,537,638 |
| 2000  | 36,865,893 | 2010  | 39,757,359 | 2020  | 22,201,479 |
| 2001  | 35,180,960 | 2011  | 41,479,814 | 2021  | 39,710,493 |
| 2002  | 35,009,011 | 2012  | 41,667,596 | 2022  | 52,667,741 |
| 2003  | 36,265,932 | 2013  | 41,857,059 | 2023  |            |
| 2004  | 41,441,531 | 2014  | 42,885,350 | 2024  |            |
| 2005  | 44,267,362 | 2015  | 45,389,074 | 2025  |            |
| 2006  | 46,193,329 | 2016  | 47,435,640 | 2026  |            |

## وصلات خارجية
- Harry Reid International Airport نسخة محفوظة 13 ديسمبر 2023 على موقع واي باك مشين., الموقع الرسمي
- مطار ماكاران الدولي بي دي إف  (58.9 KB)